# 명릉 (조선)
명릉(明陵)은 조선 제19대 왕인 숙종과 계비 인현왕후, 인원왕후의 능이다. 대한민국 경기도 고양시 용두동에 있으며, 1970년 5월 26일 서오릉의 하나로 사적 제198호로 지정되었다.

## 개요
1680년 왕비인 인경왕후가 세상을 떠나고, 1720년 재위 46년만에 승하한 숙종과 1701년 승하한 계비 인현왕후 민씨의 쌍릉과 1757년 승하한 제2계비인 인원왕후의 단릉으로 구성되어 있다.
인현왕후는 1689년 폐비가 되었다가, 1694년 복위가 되었다. 그러나 7년 후인 1701년에 승하하였고, 숙종은 능호를 명릉이라 하여 능을 조성할 때 능의 오른쪽을 비워두라고 하여 자신이 묻히기를 소망하였다. 1720년 숙종 46년에 60세의 나이로 승하하자 숙종은 명릉의 오른쪽에 묻히게 되었다. 인원왕후도 사후 숙종의 곁에 묻히고자 명릉에서 400보 떨어진 곳에 능지를 미리 잡아두었지만, 1757년 (영조 33년) 71세로 승하하였을 때, 소나무 숲을 벌채하는 막대한 예산 때문에, 미리 잡아둔 능지보다 훨씬 가까운 쌍릉의 오른쪽 윗 언덕에 안장되었다.

## 같이 보기
- 금암기적비
- 서오릉